# 847
847 (DCCCXLVII) je bilo navadno leto, ki se je po julijanskem koledarju začelo na soboto.

## Dogodki
- 1. januar

## Rojstva
- Alfred Veliki, anglosaški kralj († 899-901)